# Gorcumse Zoute Bollen

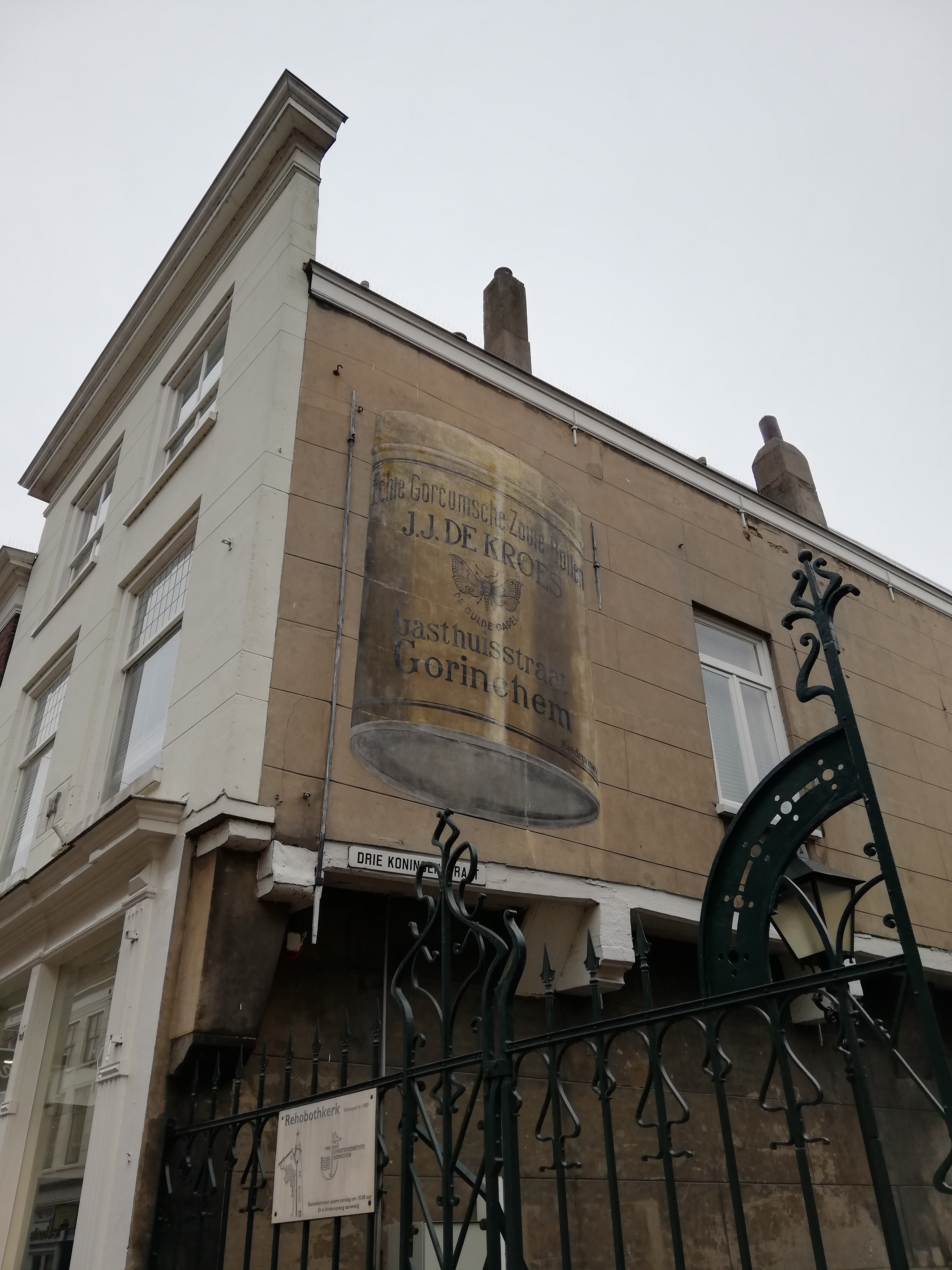
De reclameschildering aan de Gasthuisstraat

Gorcumse Zoute Bollen zijn zoute, ronde koekjes uit Gorinchem. Ze worden sinds 1892 onder de merknaam 'De Gulde Capel' gebakken door bakkerij De Kroes. De traditionele lekkernij wordt verkocht in een goudkleurig bewaarblikje. De productie gebeurt sinds 1999 in de koekfabriek van De Kroes te Oosterhout.

## Muurschildering
Een reclameschildering op de zijgevel van een pand aan de Gasthuisstraat in Gorinchem, waar De Kroes jarenlang gevestigd was, herinnert aan de oude bakkerij. Daar werden de zoute roomboterkoekjes jarenlang gemaakt en verkocht door Jacob de Kroes. Om zijn product aan te prijzen liet hij er in 1937 de reclame aanbrengen.